# Castello di Théoule-sur-Mer
Il Castello di Théoule-sur-Mer (in francese château de Théoule-sur-Mer) è un edificio storico situato a Théoule-sur-Mer in Costa Azzurra.

## Storia

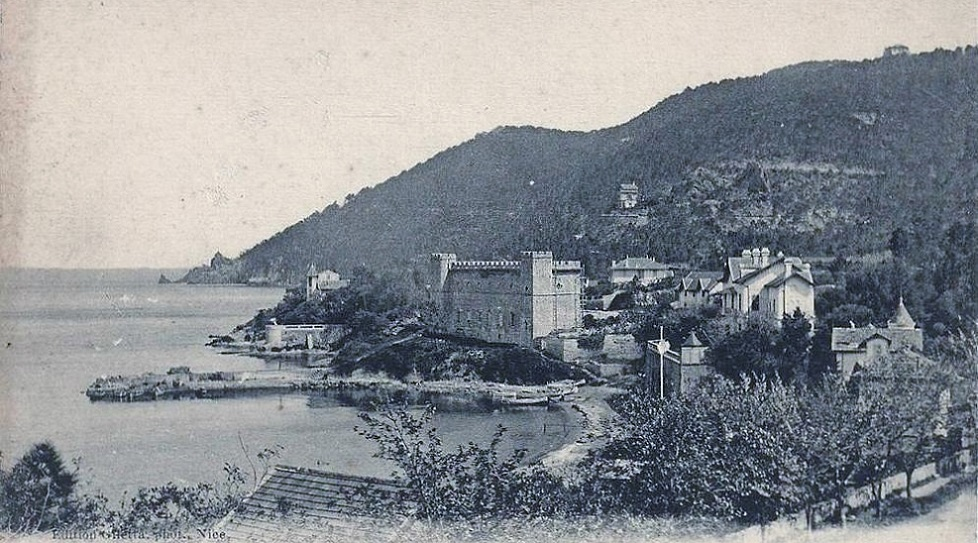
Théoule e il suo castello verso il 1910

L'edificio sorse originariamente come fabbrica feudale di sapone, situata in riva al mare in un'area prevalentemente dedita alla pesca e parte della peschiera di Teule, sotto l’autorità dei signori di Villanova, che governavano sul Golfo della Napoule. Successivamente vi si produssero tegole e mattoni in terracotta. Nella seconda metà del XIX secolo, tuttavia, l'attività industriale del sito entrò in declino.
In seguito, la proprietà venne acquistata dal magnate della stampa Auguste Ferrouillat, di Lione, che ne trasformò radicalmente l'aspetto: il tetto centrale della fabbrica fu rimosso e vennero erette della mura per conferirle l'aspetto di una residenza nobiliare. Membro di rilievo del Club des Lyonnais e presidente del sindacato dei proprietari di Théoule per diversi anni, Auguste vendette l’immobile nel 1905 a Monsieur Jousseaud de la Lateulière, che morì l’anno seguente. La residenza rimase allora in stato di abbandono per quasi un decennio.
La proprietà venne acquistata dal nobile britannico Harry Crowford Leland de Langley nel 1913, che promosse una nuova campagna di lavori per accentuare il carattere romantico e residenziale dell'edificio, diventando luogo d'incontro dell'alta società rivierasca negli anni a venire.
Nel 1964, il castello venne acquistato dal disegnatore industriale Henri Varnet, all'epoca in capo al design della Citroën. Nel 1972, la proprietà venne quindi venduta alla Caisse Centrale d'Activités Sociales, ente mutualistico e sociale delle industrie del gas e dell’elettricità francesi, diventando luogo di villeggiatura per gli impiegati del settore.
Dal 2014 il comitato aziendale di EDF cercò di cedere la proprietà, senza tuttavia trovare acquirenti. La vendita fu infine conclusa l'8 dicembre 2021 per 13,6 milioni di euro. Dopo più di due anni di lavori e di restauri, il castello venne riaperto nel 2024 come albergo di lusso.